# Chimmasz Korosteń
Chimmasz Korosteń (ukr. Футбольний клуб «Хіммаш» Коростень, Futbolny Kłub "Chimmasz" Korosteń) – ukraiński klub piłkarski z siedzibą w Korosteniu, w obwodzie żytomierskim, reprezentujący miejscowy zakład "Chimmasz". Występował w rozgrywkach amatorskich.

## Sukcesy
- finalista Pucharu Ukrainy spośród drużyn amatorskich: 2004, 2005